# Щуркова Надежда Егоровна
Наде́жда Его́ровна Щурко́ва (13 декабря 1937 г., Москва — 28 января 2021 г., Москва) — профессор, доктор педагогических наук, российский ученый в области педагогики.

## Биография
В 1960 г. Н. Е. Щуркова окончила Московский государственный педагогический институт им. В. И. Ленина.
По распределению работала учителем русского языка и литературы в сельской школе Чарышского зерносовхоза Алтайского края. Затем поступила в аспирантуру Московского государственного педагогического института им. В. И. Ленина и в 1965 году защитила кандидатскую диссертацию по педагогике, специальность 13.00.00, на тему: «Нравственные упражнения в системе воспитания подростка». В 1987 году защитила докторскую диссертацию по педагогике, специальность 13.00.01, на тему: «Система воспитания нравственных отношений современного школьника».
На протяжении четырёх десятилетий Н. Е. Щуркова работала в МГПИ им. В. И. Ленина ассистентом, старшим преподавателем, доцентом, профессором кафедры педагогики высшей школы. Затем трудилась в Педагогической академии после дипломного образования и Институте открытого образования.
Н. Е. Щуркова педагог, ученый — исследователь в области нравственного воспитания детей, автор — разработчик научной концепции «Педагогика высокого полета».
Стержневая идея исследовательской концепции Надежды Егоровны — формирование образа жизни, достойной Человека — нашла отражение и практическое воплощение в деятельности школ Российской Федерации, стран СНГ и дальнего зарубежья. Воспитание определяется как целенаправленное восхождение ребёнка к нравственности, как развитие способности жить и сознательно строить свою жизнь, достойную Человека. Основу содержания воспитательного процесса составляют три направления: философическое, диалогическое и этическое воспитание. У школьника развивается способность видеть за фактом — явления жизни, за явлением — закономерности, а за закономерностями «распознавать основы жизни Человека». Н. Е. Щуркова разрабатывала проблемы воспитания подрастающего поколения и вопросы профессионального образования педагога. Основные идеи: ценностные отношения как содержание воспитания, педагогическая технология учителя, системно-структурное построение программы воспитания, методика социально-психологической игры, деятельность группы как совокупного субъекта и др.
Исследования последних трёх десятилетий касались ценностно-смысловой сферы школьника, его нравственного становления как «человека человечества». Н. Е. Щуркова занималась реализацией идей образовательной инициативы «Наша Новая школа» (2010 г.), где положено начало переосмыслению теоретико-методологических и организационных основ нового воспитания в школе будущего. Труды Н. Е. Щурковой используются в практике работы школ, вузов, ссузов, учреждений дополнительного образования Российской Федерации и стран СНГ.
Основные труды:
- «Культура современного урока» (1997)
- «Воспитание детей в школе: новые подходы и новые технологии» (1998)
- «Собранье пестрых дел» (1996, 1998)
- «Программа воспитания школьника» (1998, 2010)
- «Практикум по педагогической технологии» (1998, 2001)
- «Классное руководство. Настольная книга учителя» (1999)
- «Формирование жизненного опыта у учащихся» (2002)
- «Педагогическая технология» (2005)
- «Нежная педагогика» (2005)
- «Классное руководство: игровые методики» (2005)
- «Классный час: поговорим о жизни» (2008)
- «Профессиональное мастерство классного руководителя» (2007)
- «Профессиональный журнал работы классного руководителя, 1- 4-й классы и 5-11-й классы» (2008)
- «Обучение в процессе воспитания школьника. Руководство для заместителя директора школы по учебному процессу. Воспитательный процесс в школе» (2011)
- «Новое воспитание в Новой школе» (2012)
- «Нравственные основы жизни человека: учебное пособие для 4-5 классов» (2012)
- «Педагогическая диагностика личностного развития младшего школьника» (2013)
- «Педагог нового воспитания» (2014)
- «Педагогика высокого полета» (2015)
- «Восхождение к нравственности» (2016)
- «Воспитание — XXI век. Методика и искусство» (2016)
- «Педагогические парадоксы» (2017)
- «Педагогика. Игровые методики в классном руководстве» (2017)
- «Горизонт воспитания» (2018)
- «Жизнь и воспитание» (2019)
- «Речь педагога» (2019)
- «Система достойного воспитания» (2020)
- «Педагогические технологии» (2020)
- «Педагогика. Воспитательная деятельность педагога» (2020)